# Wettesingen
Wettesingen ist der zweitgrößte Ortsteil der Gemeinde Breuna im nordhessischen Landkreis Kassel.

## Geographische Lage

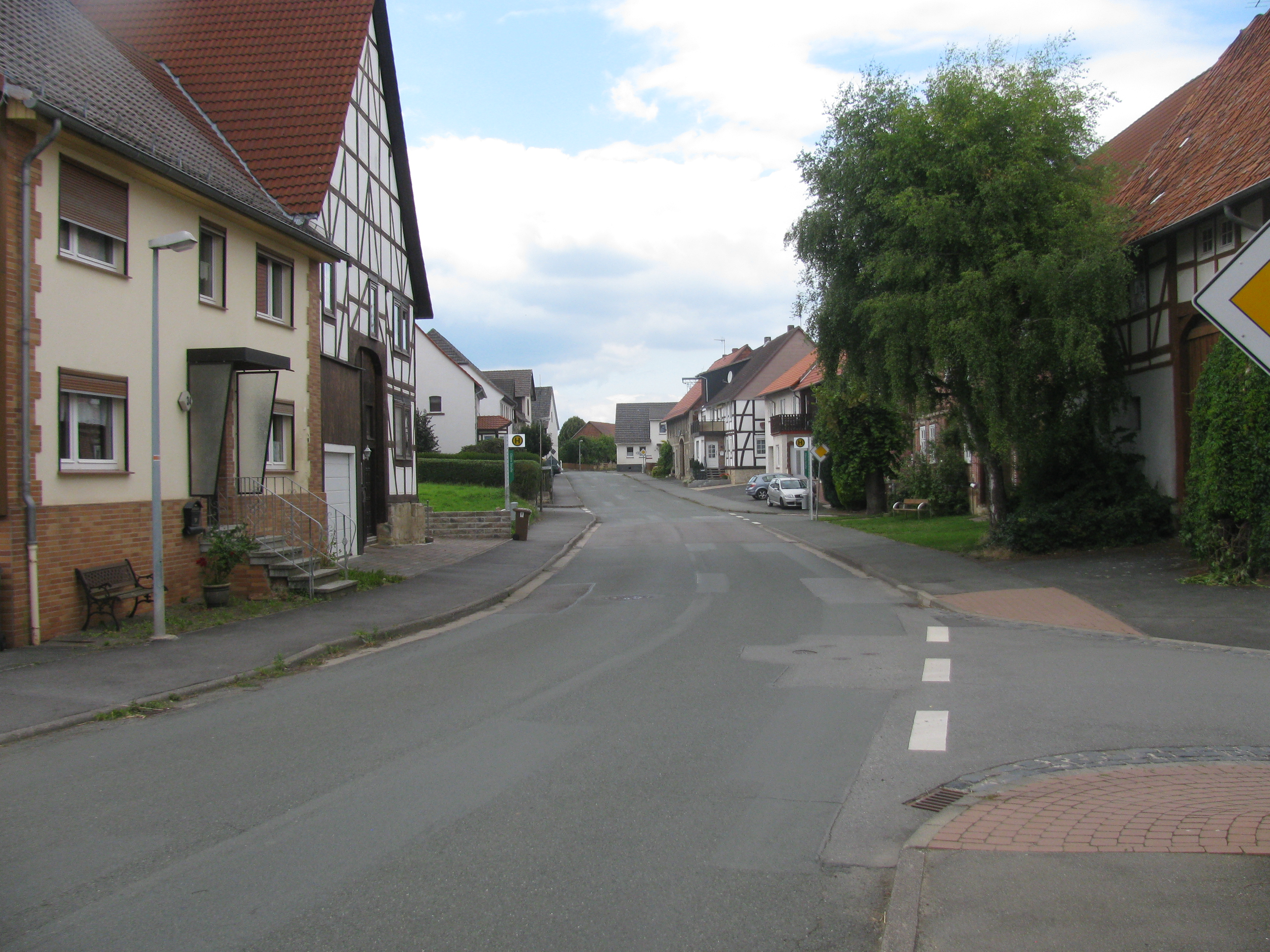
Ortsansicht in Wettesingen

Wettesingen (alter Name: Witisungen) liegt nördlich des Hauptorts Breuna im Naturpark Habichtswald im nordhessischen Bergland. Am nördlichen Ortsrand führt die Bundesstraße 7 am Ort vorbei. Die Landesstraße 3312 und der Holsterbach führen durch den Ort.

## Geschichte
Wettesingen zählt zu den ältesten Dörfern im Landkreis Kassel und wurde bereits in der Zeit 822–842 als Witisunga in den Fuldaer Traditionen des Codex Eberhardi erwähnt. Das Dorf gehörte im Mittelalter zur Freigrafschaft Donnersberg-Kugelsburg und damit zum Besitz der Grafen von Everstein. Von einer früheren Besiedlung des Gebietes um Wettesingen zeugen die im Gemeindewald aufgefundenen Grabhügel, welche in die Bronzezeit fallen. Insgesamt wurden auf einem Areal von 1,5 mal 1,5 km mehr als 30 Grabhügel gefunden, die sich hauptsächlich zu vier lockeren Gruppen von vier bis zehn Hügeln zusammenfassen lassen. Es kommen Steinhügel als auch Erdhügel vor, die teils verflacht und verschleift sind.
Als Grenzdorf war Wettesingen lange Zeit den Streitigkeiten zwischen dem Hochstift Paderborn und den Landgrafen von Hessen ausgesetzt.
Der letzte männliche Spross der Rabe von Calenberg verkaufte im Jahre 1457 seine Hälfte des hessischen Lehens am Dorf an Heinrich V. von Gudenberg. Nach dem Erlöschen der Familie von Gudenberg im Jahre 1534 kam das Lehen von 1535 bis 1824 an die Herren von der Malsburg.
Die Kirche in Wettesingen stand zunächst unter dem Patronat der Grafen von Everstein, ab Mitte des 13. Jahrhunderts unter dem des Zisterzienser-Nonnenklosters Wormeln und in späterer Zeit der Herren Rabe von Calenberg. Im Jahre 1813 ging es auf das Kurfürstentum Hessen über.
1754 waren einvernehmlich zwischen dem Hochstift Paderborn und der Landgrafschaft Hessen-Kassel zur Markierung Steine gesetzt worden, die allerdings im Siebenjährigen Krieg zerstört wurden. Die Ersatzsteine tragen neben der neuen Jahreszahl 1778 auf der westfälischen Seite das Wappen (ein Kreuz) und die Buchstaben W.A.B.Z.P. (Wilhelm Anton Bischof zu Paderborn) und auf der anderen den hessischen Löwen und die Abkürzung F.L.Z.H für Friedrich Landgraf zu Hessen. In spätere Steine wurden KP (Königreich Preußen) und ein Adler sowie KH (Kurhessen) und wieder der Löwe eingemeißelt. Neuzeitliche Grenzsteine kamen im Jahr 2000 hinzu: Sie erinnern mit einer Plakette an die in jenem Jahr in großem Stil begangene 1150-Jahr-Feier Wettesingens.
Im Zuge der Gebietsreform in Hessen wurde die bis dahin selbständige Gemeinde Wettesingen zum 31. Dezember 1971 auf freiwilliger Basis in die Gemeinde Breuna eingemeindet. Für alle durch die Gebietsreform eingegliederten Gemeinden sowie die Kerngemeinde wurde je ein Ortsbezirk mit Ortsbeirat und Ortsvorsteher nach der Hessischen Gemeindeordnung eingerichtet.

## Bevölkerung
Einwohnerstruktur 2011
Nach den Erhebungen des Zensus 2011 lebten am Stichtag, dem 9. Mai 2011, in Wettesingen 1122 Einwohner. Darunter waren 21 (1,9 %) Ausländer. Nach dem Lebensalter waren 201 Einwohner unter 18 Jahren, 456 zwischen 18 und 49, 234 zwischen 50 und 64 und 231 Einwohner waren 66 und älter. Die Einwohner lebten in 456 Haushalten. Davon waren 111 Singlehaushalte, 102 Paare ohne Kinder und 186 Paare mit Kindern, sowie 54 Alleinerziehende und 6 Wohngemeinschaften. In 81 Haushalten lebten ausschließlich Senioren und in 288 Haushaltungen lebten keine Senioren.
Einwohnerentwicklung
| Quelle: Historisches Ortslexikon |                   |
| • 1585:                          | 70 Hausgesesse    |
| • 1747:                          | 141 Haushaltungen |

| Wettesingen: Einwohnerzahlen von 1834 bis 2015 | Wettesingen: Einwohnerzahlen von 1834 bis 2015 | Wettesingen: Einwohnerzahlen von 1834 bis 2015 | Wettesingen: Einwohnerzahlen von 1834 bis 2015 | Wettesingen: Einwohnerzahlen von 1834 bis 2015 |
| --- | ---------------------------------------------- | ---------------------------------------------- | ---------------------------------------------- | ---------------------------------------------- |
| Jahr |                                                |                                                |                                                | Einwohner                                      |
| 1834 | 1834                                           |                                                | 728                                            | 728                                            |
| 1840 | 1840                                           |                                                | 764                                            | 764                                            |
| 1846 | 1846                                           |                                                | 777                                            | 777                                            |
| 1852 | 1852                                           |                                                | 801                                            | 801                                            |
| 1858 | 1858                                           |                                                | 774                                            | 774                                            |
| 1864 | 1864                                           |                                                | 789                                            | 789                                            |
| 1871 | 1871                                           |                                                | 758                                            | 758                                            |
| 1875 | 1875                                           |                                                | 708                                            | 708                                            |
| 1885 | 1885                                           |                                                | 802                                            | 802                                            |
| 1895 | 1895                                           |                                                | 824                                            | 824                                            |
| 1905 | 1905                                           |                                                | 816                                            | 816                                            |
| 1910 | 1910                                           |                                                | 822                                            | 822                                            |
| 1925 | 1925                                           |                                                | 883                                            | 883                                            |
| 1939 | 1939                                           |                                                | 861                                            | 861                                            |
| 1946 | 1946                                           |                                                | 1.365                                          | 1.365                                          |
| 1950 | 1950                                           |                                                | 1.392                                          | 1.392                                          |
| 1956 | 1956                                           |                                                | 1.199                                          | 1.199                                          |
| 1961 | 1961                                           |                                                | 1.193                                          | 1.193                                          |
| 1967 | 1967                                           |                                                | 1.168                                          | 1.168                                          |
| 1980 | 1980                                           |                                                | ?                                              | ?                                              |
| 1990 | 1990                                           |                                                | ?                                              | ?                                              |
| 2000 | 2000                                           |                                                | ?                                              | ?                                              |
| 2011 | 2011                                           |                                                | 1.122                                          | 1.122                                          |
| 2015 | 2015                                           |                                                | 1.055                                          | 1.055                                          |
| Datenquelle: Historisches Gemeindeverzeichnis für Hessen: Die Bevölkerung der Gemeinden 1834 bis 1967. Wiesbaden: Hessisches Statistisches Landesamt, 1968. Weitere Quellen: LAGIS; Gemeinde Breuna; Zensus 2011 |                                                |                                                |                                                |                                                |

Historische Religionszugehörigkeit
| Quelle: Historisches Ortslexikon |                                                                                          |
| • 1885:                          | 784 evangelische (= 97,79 %), 3 katholische (= 0,37 %), 15 jüdische (= 1,87 %) Einwohner |
| • 1961:                          | 981 evangelische (= 86,58 %), 143 katholische (= 12,62 %) Einwohner                      |

## Politik
Der Ortsbezirk Wettesingen umfasst das Gebiet der ehemaligen Gemarkung Wettesingen. Der Ortsbeirat besteht aus neun Mitgliedern. Bei der Kommunalwahl 2021 betrug die Wahlbeteiligung zur Wahl des Ortsbeirats 51,95 %. Dabei wurden gewählt: sechs Mitglieder der SPD und drei Mitglieder der CDU. Der Ortsbeirat wählte Friedbert Kanne (SPD) zum Ortsvorsteher.

## Bioenergiedorf
Mit regionaler Biomasse aus Mais-, Rüben-, Ganzpflanzensilage und Festmist ist das Bioenergiedorf Wettesingen seit 2014 bundesweit das erste und einzige Dorf, das eine vollständige Strom- und Wärmeversorgung aus Erneuerbaren Energien erreicht hat. Auf kommunaler Initiative zur Erweiterung der seit 2007 bestehenden Biogasanlage mit angeschlossenem Blockheizkraftwerk wurde anschließend 2010 die von Haushalten getragene Wettesinger Energiegenossenschaft gegründet. Getragen von der Genossenschaft wurden seitdem ein zweites BHKW mit 366 kW Leistung, drei Pelletkessel (insg. bis zu 1640 kW) für die Spitzenlast und zwei Pufferspeicher in Betrieb genommen und in ein 10 km langes Nahwärmenetz eingebunden. Mit Nahwärme und Einzelfeuerungsanlagen waren 2014 192 Haushalte und 4 öffentliche Gebäude versorgt.
2017 wurde Gemeinde Breuna somit von der Agentur für Erneuerbare Energien als Energiekommune ausgezeichnet.

## Bauwerke

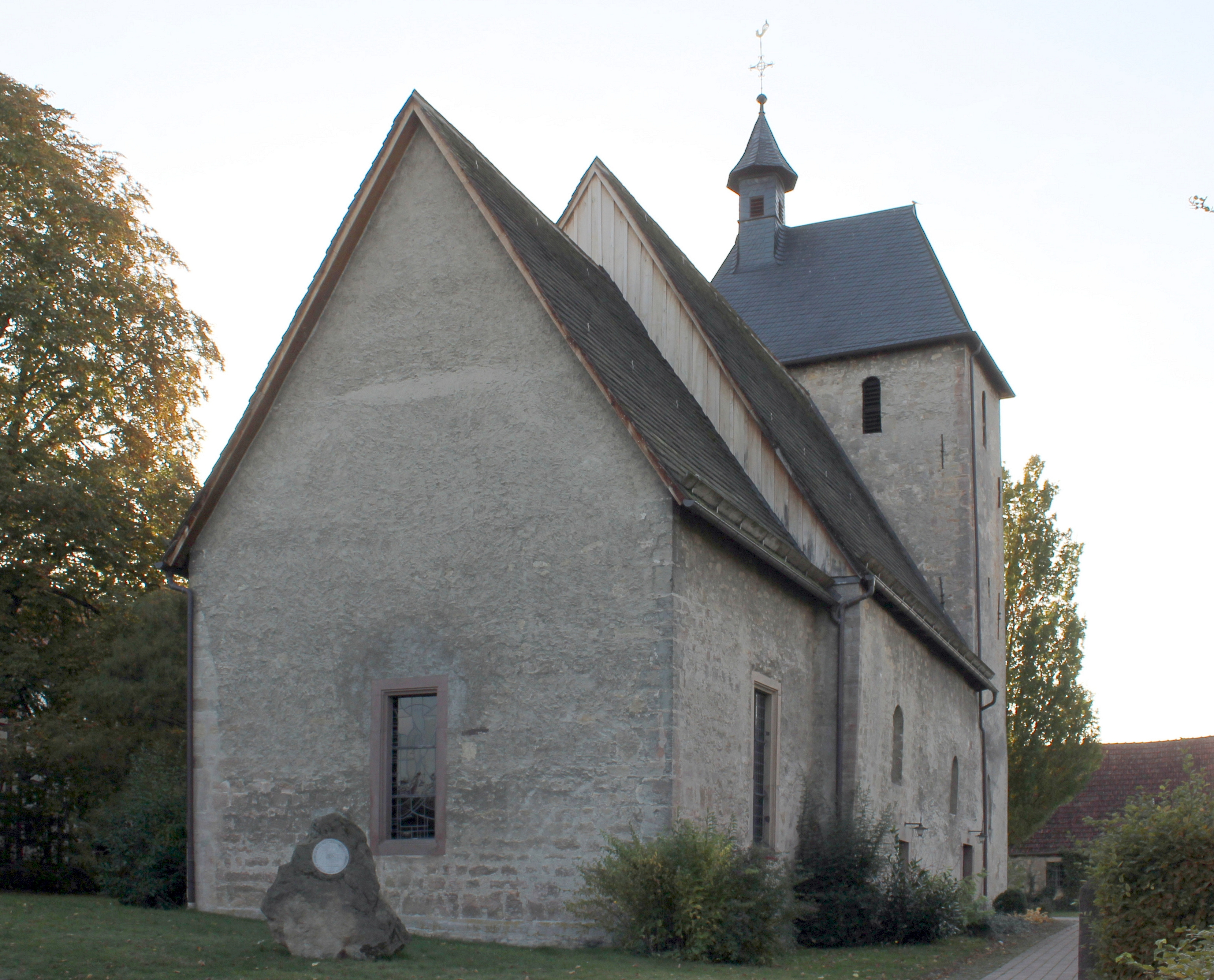
Evangelische Kirche

Ältestes Bauwerk ist die St.-Andreas-Kirche aus dem 12. Jahrhundert. Der noch vorhandene Wehrturm ist der älteste Teil des Bauwerks. Im Innern der Kirche befinden sich im Gewölbe und an den Wänden des Chorraums spätgotische Malereien aus dem Jahr 1485, die nach der Reformation übertüncht und erst im Jahr 1934 bei Renovierungsarbeiten wieder freigelegt wurden. Erhalten geblieben ist der Taufstein aus dem Jahr 1600.
Die katholische Herz-Jesu-Kirche entstand im Jahr 1952. Sie gehört zum Pastoralverbund St. Heimerad – Wolfhager Land.
Auch mehrere Fachwerkhäuser aus dem 18. und 19. Jahrhundert sind erhalten geblieben.

## Rittergut Wettesingen
Im Ort befindet sich ein altes Rittergut mit seinem historischen Park. Vorläufer könnte ein bereits im frühen 14. Jahrhundert erwähnter Meierhof sein, ob das Rittergut aber wirklich auf den Hof zurückgeht, ist umstritten. Bis 1813 war das Gut im Besitz derer von Calenberg, der Westheimer Linie und wurde 1826 an den Ökonomen Carl Wrisberg verkauft. Die heutigen Gebäude des Rittergutes wurden zwischen 1837 und 1851 errichtet. 1873 veräußerte die Familie Wrisberg das Gut an den Kaufmann Hugo Julius Schuchard, da der Schwiegersohn und Nachfolger Carls, Theodor Bang, 1871 im Deutsch-Französischen Krieg fiel. Hugo Julius Schuchard war auch Besitzer der nahegelegenen Burg Calenberg, die er nach seinem Tod seinen vier Kindern vermachte. Seine älteste Tochter, Elisabeth Schuchard, erbte zudem das Rittergut. Zwischen 1945 und 1947 vermachte Elisabeth das Gut an ihre Enkeltöchter Jutta und Brigitte von Wrisberg, die aus der Ehe von Elisabeths Tochter Hildegard mit dem Offizier Gerhard von Wrisberg hervorgingen. Die Familie von Wrisberg bewohnte das Rittergut bis zum Verkauf im Jahr 2020. Es wurde von dem Unternehmensberater Olaf Christian Bank erworben und ab Mitte 2020 bezogen.

## Söhne und Töchter des Ortes
- Otto Heinrich von Callenberg (1601–1644), deutscher Politiker und Offizier.
- Graf Kurt Reinicke von Callenberg (1607–1672), deutscher Soldat, Verwaltungsbeamter und Standesherr
- Hermann Tilemann (1887–1953), hessischer Politiker (CSVD, CDU) und ehemaliger Abgeordneter des Hessischen Landtags